# Nautilus macromphalus
Nautilus macromphalus (nomeada, em inglês, New Caledonia nautilus ou bellybutton nautilus; este último nome, na tradução para o português, "nautilus de umbigo") é uma espécie de molusco cefalópode nectônico marinho do Indo-Pacífico, pertencente à família Nautilidae e à ordem Nautilida, sendo classificada por G. B. Sowerby II, em 1849, no texto "Monograph of the genus Nautilus", publicado no Thesaurus Conchyliorum (ed 2(9): páginas 463-465). Possui o comprimento máximo de 18 centímetros e seu umbílico possui uma profunda concavidade de laterais arredondadas, não preenchida com uma concreção; além de sua concha possuir reduzidas marcações de cor avermelhada.

## Distribuição geográfica e habitat
Trata-se de uma espécie associada a recifes de coral, habitando uma faixa de profundidade de até 500 metros no Pacífico ocidental, nordeste da Austrália e ilhas da Nova Caledônia, onde é localmente comum.